# 君に出会えたから
「君に出会えたから」（きみにであえたから）は、日本のシンガーソングライター・miwaの楽曲。14枚目のシングルとして2014年7月2日にSony Music Recordsから発売。

## 解説
本曲は資生堂「シーブリーズ」のCMソングで、「部活動にはげむ学生への応援歌」がテーマとなっている。
シングル盤としては前作「Faith」から5ヶ月ぶりのリリース。カップリング曲には日本テレビ系バラエティ番組『ウーマン・オン・ザ・プラネット』テーマ曲「Let me go」のほか、精華女子高等学校吹奏楽部の演奏によるタイトル曲が収録される。この企画はmiwa側からのリクエストで実現したという。なお、2014年7月2日から7月31日までの期間中、miwaの公式サイトから吹奏楽バージョンの楽譜が無料で配信された。
初回生産限定盤と通常盤の2形態リリース。初回生産限定盤にはDVDが付属。

## 収録曲
| 全作詞: miwa。 |                                                             |      |              |                                                     |      |
| #              | タイトル                                                    | 作詞 | 作曲         | 編曲                                                | 時間 |
| 1.             | 「君に出会えたから」                                        | miwa | miwa/NAOKI-T | NAOKI-T                                             | 4:41 |
| 2.             | 「Let me go」                                               | miwa | miwa         | L.O.E                                               | 3:34 |
| 3.             | 「君に出会えたから 〜精華女子高等学校吹奏楽部バージョン〜」 | miwa |              | 吹奏楽編曲：鈴木英史 マーチング打楽器編曲：小島浩毅 | 4:46 |
| 4.             | 「君に出会えたから 〜acoustic version〜」                   | miwa |              | NAOKI-T                                             | 4:37 |
| 5.             | 「君に出会えたから 〜instrumental〜」                       | miwa |              |                                                     | 4:41 |
| 6.             | 「Let me go 〜instrumental〜」                              | miwa |              |                                                     | 3:31 |

※タイアップはmiwa#タイアップ一覧参照。

### DVD（初回生産限定盤のみ）
1. 君に出会えたから (ビデオクリップ)
2. 君に出会えたから (ビデオクリップメイキング)
3. 「miwa spring concert 2014 "渋谷物語〜完〜"」 ダイジェスト映像

## 収録アルバム
- ONENESS (#1)